# 罗振玉旧居
罗振玉故居，又名罗公馆，位于辽宁省大连市旅顺口区洞庭街一巷1、3、12号，已列为辽宁省文物保护单位。

## 历史
此处为金石学家、满洲国监察院院长罗振玉（1866—1940）晚年寓所，包括两栋二层欧式建筑的居住楼和附近大云书库，收藏大量文物。1945年苏军接管罗公馆时，许多罗家收藏的文物书籍散失。中国政府接管后，剩余文物由旅顺博物馆收藏。

## 保护
2014年10月，罗振玉故居公布为第九批辽宁省文物保护单位，编号9-231。